# Vale de Cambra
Vale de Cambra é uma cidade portuguesa localizada na sub-região da Área Metropolitana do Porto, pertencendo à região do Norte e ao distrito de Aveiro. Tem uma área urbana de 2,91 km2, 5.386 habitantes em 2021 e uma densidade populacional de 1.851 habitantes por km2.
É sede do município de Vale de Cambra, tendo uma área total de 147,33 km2, 21.279 habitantes em 2021 e uma densidade populacional de 144 habitantes por km2, subdividido em 7 freguesias. O município é limitado a norte pelo município de Arouca, a leste por São Pedro do Sul, a sueste por Oliveira de Frades, a sul por Sever do Vouga e a oeste por Oliveira de Azeméis.

## Freguesias

Freguesias do município de Vale de Cambra.

Por força da reorganização administrativa do território das freguesias ocorrida em 2013, o município de Vale de Cambra está divididos em 7 freguesias:
- Arões
- Cepelos
- Junqueira
- Macieira de Cambra (parte da cidade de Vale de Cambra, juntamente com São Pedro e Vila Chã, Codal e Vila Cova de Perrinho)
- Roge
- São Pedro de Castelões (parte da cidade de Vale de Cambra, juntamente com Vila Chã, Codal e Vila Cova de Perrinho e Macieira)
- Vila Chã, Codal e Vila Cova de Perrinho (parte da cidade de Vale de Cambra, juntamente com São Pedro e Macieira)

Por freguesia:
|                                 | Arões                   | 1 459 | 40,33 |
|                                 | Cepelos                 | 1 313 | 18,93 |
|                                 | Codal *                 | 946   | 2,95  |
|                                 | Junqueira               | 1 067 | 18,04 |
|                                 | Macieira de Cambra      | 4 752 | 18,23 |
|                                 | Roge                    | 1 752 | 17,60 |
|                                 | São Pedro de Castelões  | 7 254 | 21,12 |
|                                 | Vila Chã *              | 3 912 | 5,70  |
|                                 | Vila Cova de Perrinho * | 409   | 4,44  |
| * Freguesias agregadas em 2013. |                         |       |       |

## Património
- Ponte de Cavalos
- Pelourinho de Macieira ou Pelourinho de Macieira de Cambra
- Rede Rodoviária do centro da cidade de Vale de Cambra
- Cruzeiro de Roge
- Área urbana da cidade de Vale de Cambra
- Conjunto da Ponte da Fontinha e vila de São Pedro de Castelões

## Política

### Eleições autárquicas[9]
| Data | %      | V      | %       | V       | %     | V     | %            | V            | %              | V  | %    | V  | Participação   |                |
| Data | CDS-PP | CDS-PP | PPD/PSD | PPD/PSD | PS    | PS    | FEPU/APU/CDU | FEPU/APU/CDU | BE             | BE | CH   | CH | Participação   |                |
| ---- | ------ | ------ | ------- | ------- | ----- | ----- | ------------ | ------------ | -------------- | -- | ---- | -- | -------------- | -------------- |
| Data | 1976   | 38,49  | 3       | 32,89   | 3     | 17,96 | 1            | 6,32         | -              |    |      |    |                | 72,91 / 100,00 |
| 1979 | 28,60  | 2      | 62,41   | 5       | 3,24  | -     | 2,87         | -            | 83,30 / 100,00 |    |      |    |                |                |
| 1982 | 48,53  | 4      | 28,80   | 2       | 16,00 | 1     | 3,21         | -            | 76,40 / 100,00 |    |      |    |                |                |
| 1985 | 41,02  | 3      | 37,21   | 3       | 16,32 | 1     | 2,02         | -            | 73,64 / 100,00 |    |      |    |                |                |
| 1989 | 39,80  | 3      | 38,23   | 3       | 18,03 | 1     | 1,04         | -            | 69,96 / 100,00 |    |      |    |                |                |
| 1993 | 40,39  | 3      | 43,57   | 3       | 12,57 | 1     | 0,75         | -            | 74,30 / 100,00 |    |      |    |                |                |
| 1997 | 40,81  | 3      | 47,94   | 4       | 6,85  | -     | 0,87         | -            | 73,84 / 100,00 |    |      |    |                |                |
| 2001 | 33,68  | 2      | 36,47   | 3       | 25,37 | 2     | 1,02         | -            | 73,64 / 100,00 |    |      |    |                |                |
| 2005 | 32,66  | 2      | 43,97   | 4       | 17,83 | 1     | 1,92         | -            | 71,07 / 100,00 |    |      |    |                |                |
| 2009 | 37,59  | 3      | 46,17   | 4       | 10,76 | -     | 2,19         | -            | 66,31 / 100,00 |    |      |    |                |                |
| 2013 | 45,97  | 4      | 33,73   | 2       | 11,65 | 1     | 2,86         | -            | 62,10 / 100,00 |    |      |    |                |                |
| 2017 | 65,40  | 5      | 17,49   | 1       | 11,34 | 1     | 1,62         | -            | 65,79 / 100,00 |    |      |    |                |                |
| 2021 | 58,19  | 5      | 14,05   | 1       | 19,67 | 1     | 1,24         | -            | 1,45           | -  | 1,28 | -  | 63,90 / 100,00 |                |

### Eleições legislativas
| Data | %     | %     | %     | %    | %     | %     | %        | %     | %    | %     | %    | %   | %       | % | %  | %  |
| Data | PSD   | CDS   | PS    | PCP  | UDP   | AD    | APU/ CDU | FRS   | PRD  | PSN   | B.E. | PAN | PSD CDS | L | CH | IL |
| ---- | ----- | ----- | ----- | ---- | ----- | ----- | -------- | ----- | ---- | ----- | ---- | --- | ------- | - | -- | -- |
| 1976 | 38,03 | 30,98 | 20,55 | 1,72 | 0,90  |       |          |       |      |       |      |     |         |   |    |    |
| 1979 | AD    | AD    | 21,12 | APU  | 1,26  | 66,36 | 5,00     |       |      |       |      |     |         |   |    |    |
| 1980 | AD    | AD    | FRS   | APU  | 0,75  | 68,25 | 4,95     | 19,75 |      |       |      |     |         |   |    |    |
| 1983 | 32,24 | 28,73 | 29,53 | APU  | 0,39  |       | 3,84     |       |      |       |      |     |         |   |    |    |
| 1985 | 34,80 | 22,13 | 19,05 | APU  | 0,67  | 3,67  | 14,45    |       |      |       |      |     |         |   |    |    |
| 1987 | 62,78 | 10,17 | 17,65 | CDU  | 0,34  | 2,13  | 2,33     |       |      |       |      |     |         |   |    |    |
| 1991 | 58,37 | 12,48 | 22,61 | CDU  |       | 1,24  | 0,36     | 1,28  |      |       |      |     |         |   |    |    |
| 1995 | 38,65 | 21,67 | 34,56 | CDU  | 0,34  | 1,52  |          | 0,18  |      |       |      |     |         |   |    |    |
| 1999 | 34,18 | 21,55 | 37,73 | CDU  |       | 1,97  | 0,17     | 0,96  |      |       |      |     |         |   |    |    |
| 2002 | 40,32 | 25,90 | 27,61 | CDU  | 1,46  |       | 1,35     |       |      |       |      |     |         |   |    |    |
| 2005 | 32,74 | 16,16 | 37,06 | CDU  | 2,52  | 4,77  |          |       |      |       |      |     |         |   |    |    |
| 2009 | 31,32 | 20,20 | 30,16 | CDU  | 3,02  | 8,13  |          |       |      |       |      |     |         |   |    |    |
| 2011 | 42,65 | 18,65 | 24,16 | CDU  | 2,56  | 4,01  | 0,74     |       |      |       |      |     |         |   |    |    |
| 2015 | CDS   | PSD   | 23,14 | CDU  | 2,69  | 8,29  | 0,99     | 55,34 | 0,47 |       |      |     |         |   |    |    |
| 2019 | 29,81 | 14,59 | 31,19 | CDU  | 2,01  | 9,29  | 2,49     |       | 0,71 | 0,65  | 0,64 |     |         |   |    |    |
| 2022 | 36,58 | 5,93  | 37,51 | CDU  | 1,12  | 4,08  | 0,96     | 0,59  | 5,10 | 3,76  |      |     |         |   |    |    |
| 2024 | AD    | AD    | 24,70 | CDU  | 39,99 | 0,77  | 3,37     | 1,55  | 1,55 | 17,31 | 5,05 |     |         |   |    |    |

## Educação
Vale de Cambra possui duas escolas de 2.º e 3.º ciclos, das quais uma possui ensino secundário (EB 2/3 das Dairas e EB 2/3/Secundária do Búzio, cujo nome foi recentemente alterado para Agrupamento de Escolas do Búzio), e uma que possui cursos de ensino superior (Escola Tecnológica de Vale de Cambra), em articulação com o Instituto Superior de Engenharia do Porto.

## Evolução da População do Município
Pelo decreto nº 12.976, de 31/12/1926, foi extinto o município de Macieira de Cambra, com sede no lugar de Macieira, e criado o município de Vale de Cambra, com sede no lugar de Gandra, que passou a denominar-se Vale de Cambra, da freguesia de Vila Chã. Por decreto de 21/11/1895, foi suprimido este município, passando as suas freguesias a fazer parte do município de Oliveira de Azeméis. Por decreto de 13/01/1898, voltou a ser restaurado com freguesias do município de Oliveira de Azeméis.
(Fonte: INE)
| Número de habitantes residentes ★ | Número de habitantes residentes ★ | Número de habitantes residentes ★ | Número de habitantes residentes ★ | Número de habitantes residentes ★ | Número de habitantes residentes ★ | Número de habitantes residentes ★ | Número de habitantes residentes ★ | Número de habitantes residentes ★ | Número de habitantes residentes ★ | Número de habitantes residentes ★ | Número de habitantes residentes ★ | Número de habitantes residentes ★ | Número de habitantes residentes ★ | Número de habitantes residentes ★ | Número de habitantes residentes ★ |
| --------------------------------- | --------------------------------- | --------------------------------- | --------------------------------- | --------------------------------- | --------------------------------- | --------------------------------- | --------------------------------- | --------------------------------- | --------------------------------- | --------------------------------- | --------------------------------- | --------------------------------- | --------------------------------- | --------------------------------- | --------------------------------- |
| 1864                              | 1878                              | 1890                              | 1900                              | 1911                              | 1920                              | 1930                              | 1940                              | 1950                              | 1960                              | 1970                              | 1981                              | 1991                              | 2001                              | 2011                              | 2021                              |
| 10 188                            | 11 495                            | 11 358                            | 12 264                            | 13 290                            | 13 920                            | 15 745                            | 17 437                            | 19 193                            | 20 404                            | 21 430                            | 24 224                            | 24 537                            | 24 798                            | 22 864                            | 21 269                            |

(★ Habitantes que tinham a residência oficial neste município à data em que os censos foram realizados)
| Número de habitantes por Grupo Etário ★★ | Número de habitantes por Grupo Etário ★★ | Número de habitantes por Grupo Etário ★★ | Número de habitantes por Grupo Etário ★★ | Número de habitantes por Grupo Etário ★★ | Número de habitantes por Grupo Etário ★★ | Número de habitantes por Grupo Etário ★★ | Número de habitantes por Grupo Etário ★★ | Número de habitantes por Grupo Etário ★★ | Número de habitantes por Grupo Etário ★★ | Número de habitantes por Grupo Etário ★★ | Número de habitantes por Grupo Etário ★★ | Número de habitantes por Grupo Etário ★★ | Número de habitantes por Grupo Etário ★★ |
| ---------------------------------------- | ---------------------------------------- | ---------------------------------------- | ---------------------------------------- | ---------------------------------------- | ---------------------------------------- | ---------------------------------------- | ---------------------------------------- | ---------------------------------------- | ---------------------------------------- | ---------------------------------------- | ---------------------------------------- | ---------------------------------------- | ---------------------------------------- |
|                                          | 1900                                     | 1911                                     | 1920                                     | 1930                                     | 1940                                     | 1950                                     | 1960                                     | 1970                                     | 1981                                     | 1991                                     | 2001                                     | 2011                                     | 2021                                     |
| 0-14 Anos                                | 4 298                                    | 4 841                                    | 4 782                                    | 4 904                                    | 5 751                                    | 6 143                                    | 6 403                                    | 6 725                                    | 6 722                                    | 5 231                                    | 3 931                                    | 2 899                                    | 2 266                                    |
| 15-24 Anos                               | 1 938                                    | 2 089                                    | 2 297                                    | 2 616                                    | 2 876                                    | 3 208                                    | 3 399                                    | 3 325                                    | 4 258                                    | 4 255                                    | 3 768                                    | 2 515                                    | 1 992                                    |
| 25-64 Anos                               | 5 061                                    | 5 384                                    | 5 691                                    | 6 053                                    | 7 150                                    | 7 943                                    | 8 676                                    | 9 180                                    | 10 419                                   | 11 770                                   | 13 060                                   | 12 621                                   | 11 017                                   |
| > 65 Anos                                | 885                                      | 954                                      | 1 028                                    | 1 178                                    | 1 346                                    | 1 732                                    | 1 926                                    | 2 195                                    | 2 825                                    | 3 281                                    | 4 039                                    | 4 829                                    | 5 994                                    |

(★★ 1864-1950 População presente no município à data em que os censos foram realizados. Daí que se registem algumas diferenças relativamente à designada população residente.)
Em 1993, a vila de Vale de Cambra é elevada a cidade, tornando-se nacional e internacionalmente "Cidade de Vale de Cambra", antiga vila de Vale de Cambra.